# イケダンMAX
『イケダンMAX』（イケダンマックス）は、2019年4月19日より2020年3月26日まで、日本のTOKYO MXで毎週金曜1時5分(木曜深夜)から放送されていたバラエティ番組である。全49回放送。エムキャス対応。メイン出演の7人は『7ODER project』メンバー。同プロジェクト参加作品である。

## 番組概要
とある7人のイケてる男子（安井謙太郎、真田佑馬、森田美勇人、阿部顕嵐、長妻怜央、諸星翔希、萩谷慧悟）が単なる「イケメン」ではなく、世のため、人のためになる事を追求し、頭と体を使ってそれを実践していく番組である。
初回放送で『ザテレビジョン』視聴熱ランキングで数々の有名番組を抜いて、いきなり4位をとるなど話題になる。

## 主な出演者
メインキャスト （従業員役）
- 安井謙太郎
- 真田佑馬
- 森田美勇人
- 阿部顕嵐
- 長妻怜央
- 諸星翔希
- 萩谷慧悟

 司会者（社長 & 店長役） 
- タイムマシーン3号（山本浩司・関太）

## 情報
番組衣装のペンキがついた白いツナギは、本人たちが作成したものである。毎回放送後には、番組公式の「イケダンMAX」独占レポートが更新される。
2019年5月22日、「バラいろダンディ」に、 安井謙太郎を含む7人で「イケダンMAX」としてゲスト出演し、その後『7ORDER project』の参加作品となる。安井は、6月6日の第8回放送から出演。出演者が7人（プロジェクトメンバー全員）になる。

## 放送日程
出典
| 回数   | 放送年月日     | タイトル                                                     | 概要                                               |
| 第1回  | 2019年4月19日  | 1放送1善を目指してイケダンたちが出勤！（前編）               | プレゼンメンバーは、森田・真田                     |
| 第2回  | 2019年4月26日  | 1放送1善を目指してイケダンたちが出勤！（後編）               | プレゼンメンバーは、長妻・諸星・萩谷・阿部         |
| 第3回  | 2019年5月3日   | 1発目のお助けは何をするのか？驚愕の○○がイケダンを襲う!?      | 阿部・森田がプレゼン内容を実践                     |
| 第4回  | 2019年5月10日  | お助け依頼！大好きなあの人へ個性あふれるプレゼン！（前編）   | 萩谷、幼少時代の写真でアルバム作成                 |
| 第5回  | 2019年5月16日  | お助け依頼！大好きなあの人へ個性あふれるプレゼン！（後編）   | 阿部、ハーバリウムをスタジオで制作                 |
| 第6回  | 2019年5月23日  | あの男の出身地の魅力度を上げるため全力でPR！（前編）         | 長妻・諸星が番組初のロケ                           |
| 第7回  | 2019年5月30日  | あの男の出身地の魅力度を上げるため全力でPR！（後編）         |                                                    |
| 第8回  | 2019年6月6日   | イケダンたちのアドリブ力が試される！？（前編）               | 安井、初出勤 放送後、新キービジュアル公開 諸星不在 |
| 第9回  | 2019年6月13日  | イケダンたちのアドリブ力が試される！？（後編）               | 諸星不在                                           |
| 第10回 | 2019年6月20日  | 新しく入ったあの人から衝撃プレゼン！？                       | 安井のプレゼンで、豊洲PIT 2DAYS決定 諸星不在       |
| 第11回 | 2019年6月27日  | スタジオを飛び出して社外研修へ！（前編）                     | ロケ 諸星不在                                      |
| 第12回 | 2019年7月4日   | スタジオを飛び出して社外研修へ！（後編）                     | 諸星不在                                           |
| 第13回 | 2019年7月11日  | スキルアップしたイケダンたちが視聴者のお悩みを解決！（前編） |                                                    |
| 第14回 | 2019年7月18日  | スキルアップしたイケダンたちが視聴者のお悩みを解決！（後編） |                                                    |
| 第15回 | 2019年7月25日  | 視聴者からのお悩みファッション企画！（前編）                 |                                                    |
| 第16回 | 2019年8月1日   | 視聴者からのお悩みファッション企画！（後編）                 |                                                    |
| 第17回 | 2019年8月8日   | 豊洲PIT視察＆オリジナルメニュー考案（前編）                  |                                                    |
| 第18回 | 2019年8月15日  | 豊洲PIT視察＆オリジナルメニュー考案（後編）                  |                                                    |
| 第19回 | 2019年8月22日  | 芸能人からのお悩み相談を解決！                               | ゲスト：上鈴木兄弟                                 |
| 第20回 | 2019年8月29日  | パワースポット巡り！                                         | ゲスト：島田秀平                                   |
| 第21回 | 2019年9月5日   | 助っ人屋イケダンの会長が登場！？                             | ゲスト：原口あきまさ                               |
| 第22回 | 2019年9月12日  | 豊洲PITへの道・最終章                                        |                                                    |
| 第23回 | 2019年9月19日  | 豊洲PITまでの軌跡 総集編                                     |                                                    |
| 第24回 | 2019年9月26日  | 初！7人でのアウトドアロケ！                                  |                                                    |
| 第25回 | 2019年10月3日  | 豊洲PIT番組公開収録①                                         |                                                    |
| 第26回 | 2019年10月10日 | 豊洲PIT番組公開収録②                                         |                                                    |
| 第27回 | 2019年10月17日 | 豊洲PIT番組公開収録③                                         |                                                    |
| 第28回 | 2019年10月24日 | 豊洲PIT番組公開収録④                                         |                                                    |
| 第29回 | 2019年10月31日 | 新宿御苑で自然の恵みにふれてみた！                           |                                                    |
| 第30回 | 2019年11月7日  | 大分でスポーツと文化の祭典を楽しんだ！（前編）               |                                                    |
| 第31回 | 2019年11月14日 | 大分でスポーツと文化の祭典を楽しんだ！（後編）               |                                                    |
| 第32回 | 2019年11月21日 | イケダン定例会議！                                           |                                                    |
| 第33回 | 2019年11月28日 | イケダン講座「阿部顕嵐のサウナ道」                           |                                                    |
| 第34回 | 2019年12月5日  | イケダン講座「モロの貝になりたい！」                         |                                                    |
| 第35回 | 2019年12月12日 | 人事査定編                                                   |                                                    |
| 第36回 | 2019年12月17日 | X'mas Party（前編）                                          |                                                    |
| 第37回 | 2019年12月24日 | X'mas Party（後編）                                          |                                                    |
| 第38回 | 2020年1月9日   | イケダン新年会！（前編）                                     |                                                    |
| 第39回 | 2020年1月16日  | イケダン新年会！（後編）                                     |                                                    |
| 第40回 | 2020年1月23日  | イケダン講座「森田美勇人の青春妄想劇場」（前編）             |                                                    |
| 第41回 | 2020年1月30日  | イケダン講座「森田美勇人の青春妄想劇場」（後編）             |                                                    |
| 第42回 | 2020年2月6日   | オススメデートスポット第1弾                                  |                                                    |
| 第43回 | 2020年2月13日  | オススメデートスポット第2弾                                  |                                                    |
| 第44回 | 2020年2月20日  | オススメデートスポット第3弾                                  |                                                    |
| 第45回 | 2020年2月27日  | 遊園地へ出張業務（前編）                                     |                                                    |
| 第46回 | 2020年3月5日   | 遊園地へ出張業務（後編）                                     |                                                    |
| 第47回 | 2020年3月12日  | 築地場外市場へ出張業務 第1弾                                 |                                                    |
| 第48回 | 2020年3月19日  | 築地場外市場へ出張業務 第2弾 彼女に着せたい春コーデ対決      |                                                    |
| 第49回 | 2020年3月26日  | 築地場外市場へ出張業務 第3弾                                 |                                                    |

## 後継番組
2020年4月6日から番組名を「イケダン7」、放送日時を毎週月曜20時から20時30分までに変更。出演者同じ。エムキャス対応。同年9月28日まで全26回放送された。

## ネット局
イケダンMAX
- TOKYO MX

イケダン7
- TOKYO MX
- KBS京都　毎週土曜日23:30～24:00
- 三重テレビ　毎週日曜日24:00～24:30
- 広島ホームテレビ　不定期放送
- 沖縄ケーブルネットワーク　毎週火曜日20:00～20:30、毎週金曜日24:30～25:00（再放送）、毎週土曜日20:00～20:30（再放送）
- エヌ・シィ・ティ　不定期放送

## オンライン動画配信
2022年12月より、オンライン動画配信サービスHuluにてイケダン7の配信を開始した。イケダン7・イケダンMAXとも全話公開予定。

## 関連商品
イケダンMAX・イケダン7とも全話ソフト化されている。

- イケダンMAX Blu‐ray BOX シーズン1（2019年11月13日発売）
- イケダンMAX Blu‐ray BOX シーズン2（2020年2月5日発売）
- イケダンMAX Blu‐ray BOX シーズン3（2020年5月13日発売）
- イケダンMAX Blu‐ray BOX シーズン4<完>（2020年8月5日発売）
- イケダン7 Blu‐ray BOX（2021年1月20日発売）

製作・著作：TOKYO MX

販売：東映株式会社

発売：東映ビデオ株式会社